# 梅魯火山
梅魯火山（Mount Meru）是非洲坦桑尼亞的層狀火山，這座海拔4,566米的活火山是非洲第十大高山，上一次火山爆發發生在約一百年前。
梅魯火山的土壤肥沃，是多種野生生物的棲息地，其中包括猴子、豹和接近400種鳥類。

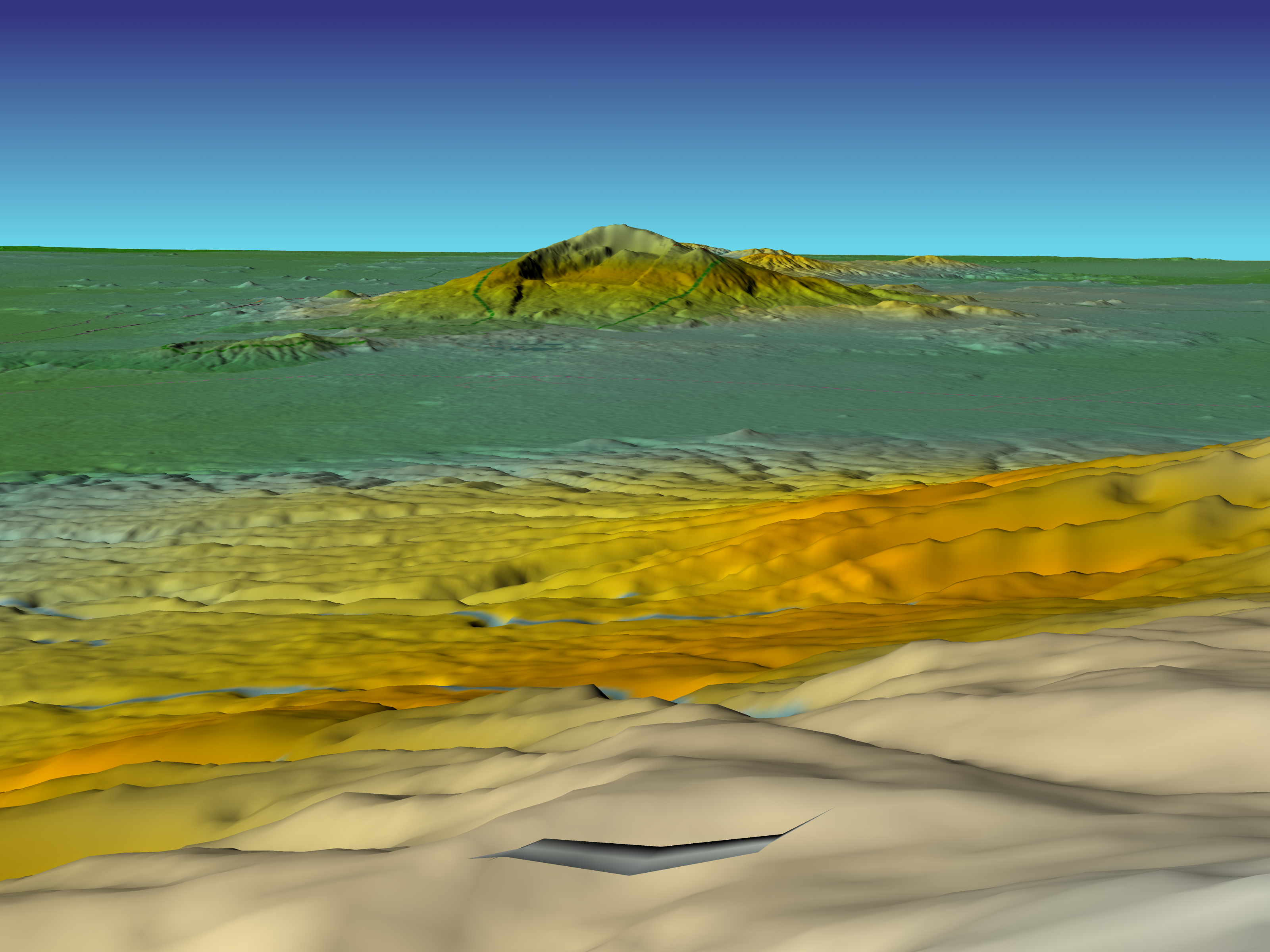
電腦模擬三維影像

## 外部連結

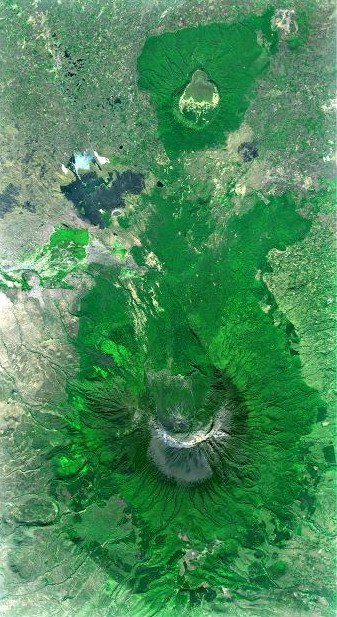
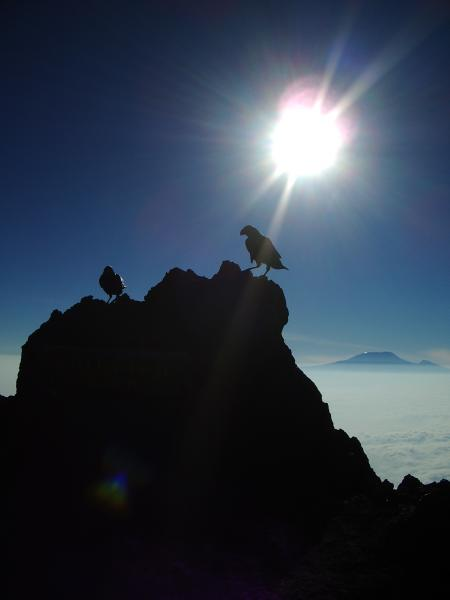
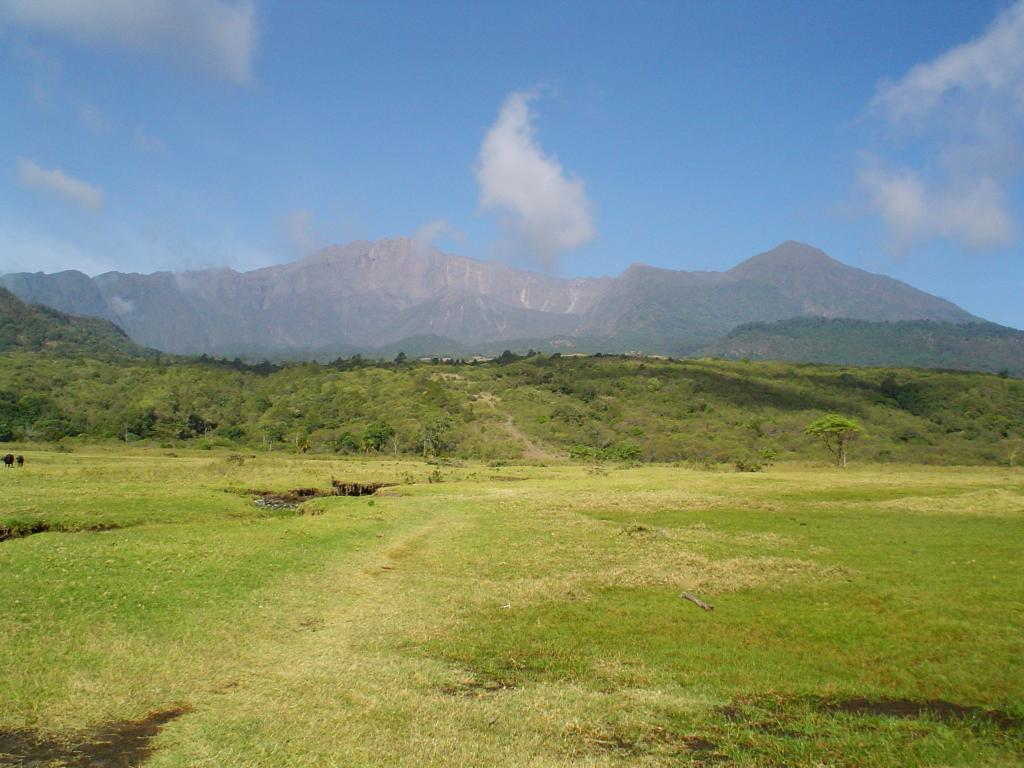
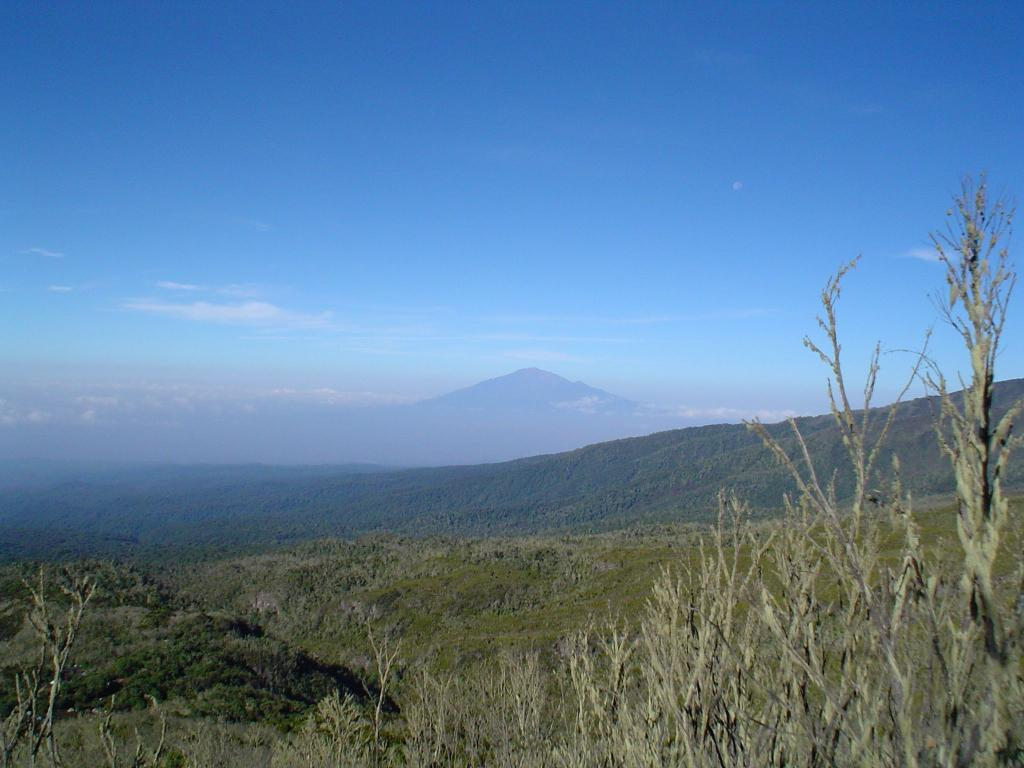
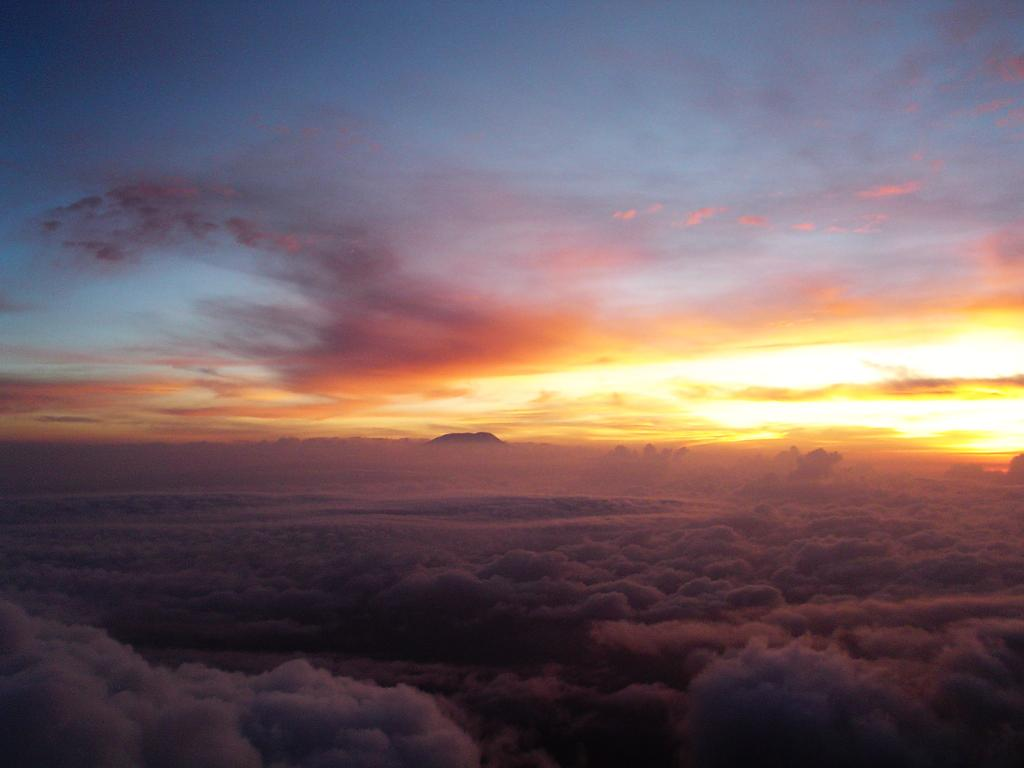
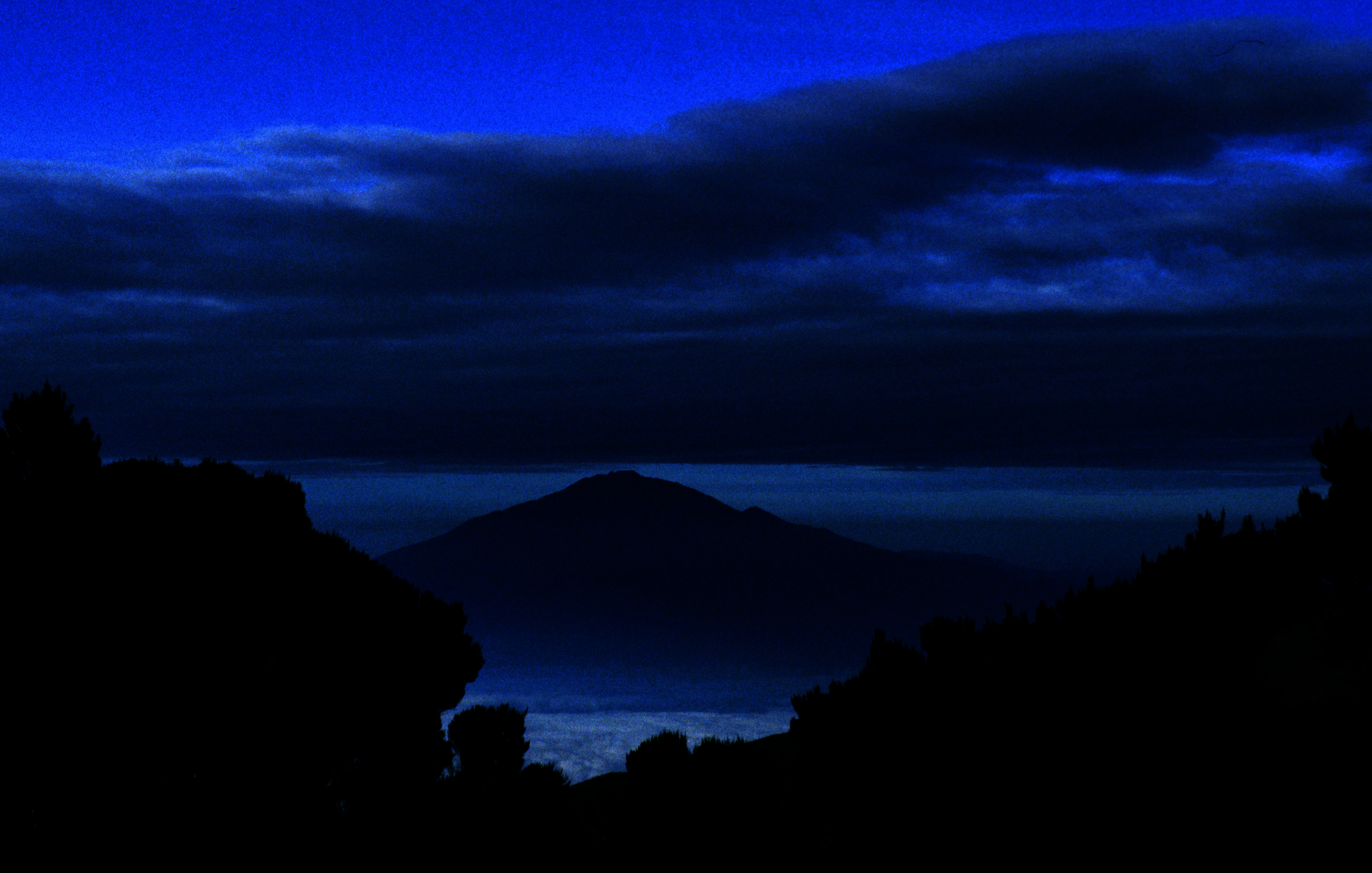

- Mount Meru at Peakware （页面存档备份，存于）
- trekkingvisions
- Mount Meru, Tanzania（页面存档备份，存于）
- Mount Meru entry （页面存档备份，存于）